# Nikołaj Noskow
Nikołaj Iwanowicz Noskow (ros. Никола́й Ива́нович Носко́в; ur. 12 stycznia 1956 w Gżatsku) – rosyjski muzyk, wokalista, kompozytor. Czterokrotny zdobywca Złotego Gramofonu, Zasłużony Artysta Federacji Rosyjskiej (2018). Były wokalista Gorky Park.

## Dyskografia

### Albumy studyjne
- 1998 : Błaż (Блажь)[2][3]
- 1999 : Stiokła i bieton (Стёкла и бетон)[4]
- 2000 : Dyszu tiszynoj (Дышу Тишиной)[5][6]
- 2006 : Po pojas w niebie (По пояс в небе)[7]
- 2011 : Ono togo stoit (Оно того стоит)[8][9]
- 2012 : Biez nazwanija (Без названия)

### Kompilacje
- 2001 : Łuczszyje piesni w soprowożdienii simfoniczeskogo orkiestra (Лучшие песни в сопровождении симфонического оркестра)[10][11]
- 2002 : Łuczszyje piesni
- 2003 : Okiean Lubwi (Океан Любви)[12]
- 2008 : Łuczszyje piesni[13]
- 2008 : Dyszu tiszynoj
- 2016 : The Best

## Nagrody i odznaczenia
Czterokrotny laureat nagrody muzycznej „Złoty Gramofon„, oprócz tego otrzymał nagrodę „Owacja”, medal MWD „Za zasługi na Kaukazie”, Medal Ministerstwa Obrony  „za wzmocnienie współpracy wojskowej”.